# Peliosanthes dehongensis
Peliosanthes dehongensis är en sparrisväxtart som beskrevs av Hen Li. Peliosanthes dehongensis ingår i släktet Peliosanthes och familjen sparrisväxter. Inga underarter finns listade i Catalogue of Life.